# Émeutes de 1989 à Mogadiscio
Les émeutes de 1989 à Mogadiscio (somali : Jimcaha Madoow, littéralement 'Black Friday') sont une série d'événements violents survenus le 14 juillet 1989 dans la capitale de la Somalie. Il s'agit d'un événement important dans l'histoire moderne de la Somalie, l'émeute a été la première violence grave que Mogadiscio avait connue depuis des décennies et a été un prélude à l'approche de la guerre civile somalienne. Les émeutes ont été déclenchées par l'assassinat de l'évêque catholique romain de Mogadiscio Salvatore Colombo et l'arrestation ultérieure de plusieurs chefs religieux musulmans par le régime Barre.
Les violences, qui ont été perpétrées par les forces gouvernementales, ont entraîné la mort d'environ 400 personnes, selon des groupes de défense des droits humains et des sources indépendantes. Le gouvernement somalien a cependant démenti ces informations et affirmé que seules 23 personnes étaient mortes et 59 avaient été blessées. Au lendemain des émeutes, environ 2 000 personnes ont été arrêtées et 46 hommes du clan Isaaq ont été sommairement exécutés par l'armée à l'extérieur de Mogadiscio lors d'un événement désormais connu sous le nom de massacre de la plage de Jazeera (en).
L'explosion de violence dans la capitale a conduit à la condamnation internationale du régime Barre, au retrait du soutien étranger et à l'enflammement des sentiments anti-gouvernementaux.

## Assassinat de l'archevêque Colombo et arrestation de cheikhs

### Assassinat de l'archevêque Colombo le 9 juillet
Pietro Salvatore Colombo était un catholique italien qui a été évêque de Mogadiscio et a vécu en Somalie pendant plus de 40 ans. Colombo était très appréciée à la fois par la communauté catholique et la population musulmane. Le 9 juillet 1989, il a été assassiné par un tireur solitaire et le régime Barre a immédiatement imputé l'assassinat aux fondamentalistes islamiques. Cette affirmation a été largement remise en question par des groupes chrétiens, des organisations de défense des droits de l'homme et des citoyens somaliens à l'époque. Il y avait un soupçon répandu que l'archevêque Colombo avait en fait été assassiné par les forces gouvernementales.

### Arrestation de cheikhs le 13 juillet
Le 13 juillet 1989, quatre cheikhs ont été arrêtés à Mogadiscio. On pense que cette action a été un catalyseur majeur de la violence qui a éclaté dans la ville le 14 juillet. Les circonstances exactes des arrestations ne sont pas claires, certaines sources suggérant que les cheikhs prévoyaient de mener des manifestations contre le gouvernement, tandis que d'autres affirment que les arrestations ont été effectuées en prévision d'éventuelles manifestations. Les arrestations, qui ont été effectuées par les forces gouvernementales, ont suscité l'indignation de la communauté musulmane et auraient contribué à l'escalade de la violence qui a suivi.

## Émeute de Mogadiscio

### Massacre et émeutes de la prière du vendredi
Le lendemain des arrestations, lors de la prière du vendredi à la mosquée Sheikh Ali Suufi dans le district de Hodan (en), un imam nommé Abdirashid Ali Suufi a prononcé un sermon condamnant le régime. En réponse, les troupes gouvernementales ont encerclé la mosquée au milieu du discours. Après avoir terminé leurs prières, les gens ont quitté la mosquée à la vue d'un important cordon de forces armées gouvernementales. Certains dans la foule ont commencé à crier "Allahu Akbar" (Dieu est grand) en marchant sur la route. Cette action a provoqué une émeute, au cours de laquelle des pierres ont été lancées sur les forces de sécurité et ces dernières ont répondu par des tirs de mitrailleuses lourdes dans la foule. La nouvelle de la fusillade a entraîné de nouvelles émeutes dans toute la ville et a finalement été réprimée par le gouvernement, entraînant la mort de dizaines de civils. Dans le but d'arrêter l'escalade de la violence, le gouvernement a imposé un couvre-feu dans la capitale et a tiré sur ceux qui l'avaient enfreint, faisant de nouvelles victimes. En conséquence, les affrontements entre les citoyens et les troupes gouvernementales ont quand même réussi à s'intensifier et la violence s'est rapidement propagée à d'autres quartiers de la ville. Les combats ont été les pires troubles que Mogadiscio ait connus et ont été un précurseur des combats majeurs qui ont eu lieu en 1991.

### Raids et détentions du gouvernement
Des témoins ont affirmé que des soldats ont fouillé des maisons dans toute la ville pendant la nuit des émeutes, arrêtant des hommes, violant des femmes et pillant. Près de 2 000 personnes ont été arrêtées lors de ces perquisitions.

### Victimes
Africa Watch, une organisation de défense des droits de l'homme, a rapporté qu'environ 400 personnes avaient été tuées et plus de 1 000 autres blessées au cours des événements, mais beaucoup hésitaient à se faire soigner par crainte d'être arrêtées. Le gouvernement a déclaré que seulement 23 personnes avaient été tuées et 59 blessées, attribuant la violence aux "fauteurs de troubles" et a en outre rejeté les informations faisant état d'environ 400 décès comme de la "propagande sensationnelle".

## Massacre de la plage de Jazeera
Le massacre de la plage de Jazeera est une exécution massive qui a eu lieu le 15 juillet 1989, un jour après les émeutes de Mogadiscio. Selon des témoins oculaires, les troupes gouvernementales connues sous le nom de Bérets rouges ont rassemblé au hasard environ 48 hommes Isaaq et les ont conduits dans des camions jusqu'à la plage de Jazeera, située à 32 kilomètres au sud de Mogadiscio. Les Bérets rouges ont ordonné aux prisonniers menottés de pénétrer dans une gorge sablonneuse et leur ont tiré dessus à bout portant. Un jeune homme Isaaq qui a survécu aux exécutions en faisant semblant d'être mort et en s'échappant plus tard vers le pays voisin de Djibouti a été le seul survivant du massacre. Le massacre a été un événement très médiatisé et controversé qui a encore attisé les tensions en Somalie et contribué au déclenchement de la guerre civile somalienne.

## Conséquences
L'incident a eu des conséquences importantes pour le régime Barre et ses relations avec les États-Unis, qui étaient auparavant sa principale source de soutien financier et militaire. Les organisations de défense des droits de l'homme ont condamné la violence et accusé les États-Unis de complicité. En réponse, l'administration Bush a retiré sa demande de plus de 20 millions de dollars d'aide économique d'urgence au gouvernement somalien et a commencé à prendre ses distances avec le président Siad Barre. La taille de l'ambassade américaine en Somalie a également été considérablement réduite, passant de 189 à 85 employés.
Personne au sein du gouvernement n'a jamais été poursuivi en lien avec les massacres de Mogadiscio ou de la plage de Jazeera. Il est largement admis que les Bérets rouges, une unité d'environ 5 000 hommes dirigée par le fils du président Siad Barre, sont responsables de la majorité des meurtres. Malgré cela, de nombreux analystes sont convenus qu'il était peu probable que le président Barre lui-même ait directement ordonné les attaques et que la violence ait plutôt mis en évidence le manque de contrôle sur ses forces militaires.